# Czerwoniak
Czerwoniak (něm. Roter Berg, česky Červená hora) je samostatný vrch na polském území v Kladsku, který se nachází nedaleko Olbramic a Staré Jesenice.

## Historie

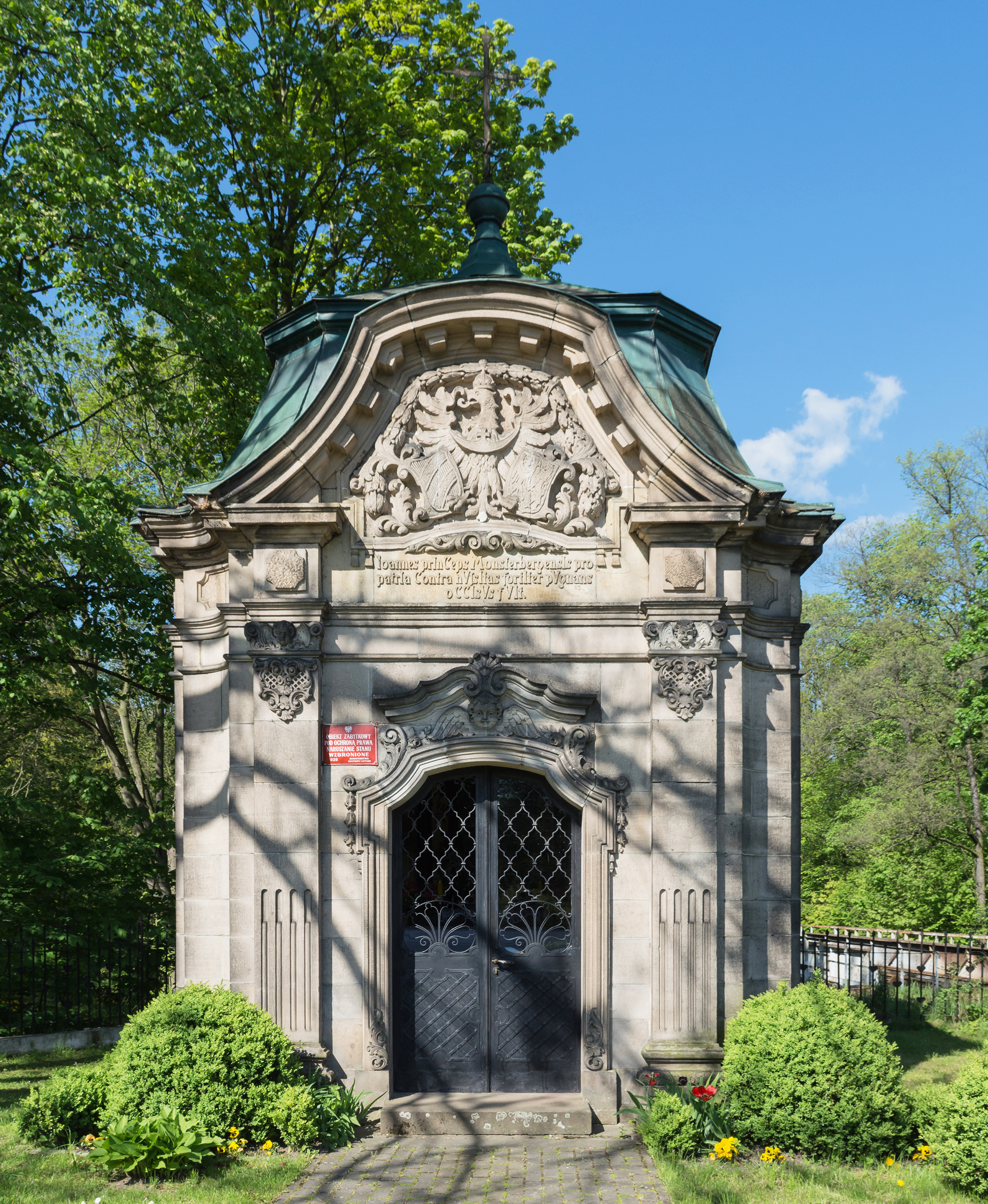
Kaple Jana Minsterberského

Vrch je znám v souvislosti s několika historickými událostmi, z nichž nejvýznamnější je bitva husitů se Slezany v roce 1428. Připomínkou bitvy u úpatí Červené hory, ve které bylo slezské vojsko poraženo, je kaple zřízená v domnělém místě smrti knížete Jana Minsterberského.
Oblast Červené hory byla ještě do první poloviny 20. století oblíbenou turistickou destinací, což se po roce 1945 změnilo v důsledku obměny tamějšího obyvatelstva.